# Rachiplusia
Rachiplusia là một chi bướm đêm thuộc họ Noctuidae.

## Loài
- Rachiplusia grisea Barbut, 2008
- Rachiplusia nu Guenée, 1852
- Rachiplusia ou Guenée, 1852
- Rachiplusia virgula Blanchard, 1852